# 大熊謙一
大熊 謙一（おおくま けんいち、1966年3月7日 - 2022年7月22日）は、日本の作曲家、編曲家。主にゲームミュージックを手掛けた。別名義におおくまけんいち、渋谷公園がある。埼玉県越谷市出身。

## 人物
正則高等学校卒業、尚美音楽短期大学音楽情報学科中退。高校時代は軽音楽部に所属していた。
友人の岩垂徳行に誘われCUBEにアルバイトとして入社。これがゲーム制作に携わるきっかけとなる。1991年に溝口功と岩垂と共にツーファイブを立ち上げる。1996年の退社後も、同社の契約アーティストとして活動していた。
2022年7月22日に食道癌で死去したことが、契約していたツーファイブより発表された。56歳没。

## 作品
- 同級生（1992年）
- 卒業 〜Graduation〜（1992年）
  - 卒業II 〜Neo Generation〜（1994年）
  - 卒業番外篇 ねえ麻雀しよ!（1994年）
- 魔物ハンター妖子〜遠き呼び声〜（1993年）
- うる星やつら 〜ディア マイ フレンズ〜（1994年）
- ゲッツェンディーナー（1994年）※「大熊健一」の誤表記あり
- 女神天国（1994年）
- 美少女戦士セーラームーンSS ふわふわパニック（1995年）
- SDガンダムジェネレーション（1996年）
- ゲゲゲの鬼太郎 妖怪ドンジャラ（1996年）
- メルティランサー 〜銀河少女警察2086〜（1996年）
  - メルティランサー Re-inforce（1997年）
  - メルティランサー The 3rd Planet（1999年）
- トゥルー・ラブストーリー（1996年）
  - トゥルー・ラブストーリー〜Remember My Heart〜（1997年）
- だいなあいらん（1997年）
- メリーメント・キャリング・キャラバン（1998年）
- ひざの上の同居人（1998年）
- ミスティックアーク まぼろし劇場（1998年）
- リングにかけろ（1998年）
- 快刀乱麻 雅（1999年）
- 後夜祭（1999年）
- 夏色Celebration（1999年）
- バルディッシュ クロムフォードの住人たち（1999年）
- SDガンダム GGENERATION-F（2000年）
- きゃんきゃんバニー6 i・mail（2000年）
- Piaキャロットへようこそ!!3（2001年）
- 水月（2002年）
- 大乱闘スマッシュブラザーズX（2008年、編曲）
- 恋神 -ラブカミ-（2010年）
  - Love Kami -Sweet Stars-（2017年）
  - LoveKami -Pureness Harem-（2021年、OPソング）
- この大空に、翼をひろげて（2012年）
  - この大空に、翼をひろげて FLIGHT DIARY（2013年）
  - この大空に、翼をひろげて SNOW PRESENTS（2014年）
  - この大空に、翼をひろげて CRUISE SIGN（2016年）
- ココロ@ファンクション!（2013年）
  - ココロ@ファンクション! NEO（2014年）
- 見上げてごらん、夜空の星を（2015年）
  - 見上げてごらん、夜空の星を FINE DAYS（2016年）
  - 見上げてごらん、夜空の星を Interstellar Focus（2018年）
- 初恋の歌（2015年）
- ピュアソングガーデン!（2017年）
- 空と海が、ふれあう彼方（2018年）
- あの日の旅人、ふれあう未来（2020年）
- 同級生 リメイク（2021年）